# AVS-36
AVS-36 (Avtomaticheskaya Vintovka Simonova 1936; tiếng Nga: Автоматическая винтовка Симонова образца 1936 года (АВС-36)) là một loại súng trường tự động của Liên Xô, được sử dụng trong những năm đầu của Thế chiến thứ hai. Đây là một trong những loại súng trường bộ binh có thể thấy đổi chế độ bắn đầu tiên (có khả năng bắn đơn lẻ và bắn hoàn toàn tự động) chính thức được đưa vào phục vụ quân đội.

## Lịch sử